# Clément Peten
Clément Martin Joseph Peten, alias Peut, (Roosbeek (Boutersem), 19 november 1866 - Leuven, 26 februari 1929) was een Belgisch volksvertegenwoordiger en burgemeester.

## Levensloop
Peten was een zoon van François-Benoit Peten (1815-1890) en van Apolline Fallas (1823-1901). Hij trouwde met Eugénie Vanhaelen (1869-1952) en ze hadden vier kinderen: Hélène (1894-1956), Gabrielle (1897-1984), Frans (1903-1903) en Clément jr. (1905-1957).
Hij studeerde af als landbouwingenieur en werd landeigenaar en paardenkweker.
In Velm werd hij gemeenteraadslid in 1895 en vanaf 1898 tot aan zijn dood was hij er burgemeester.
Hij was liberaal volksvertegenwoordiger voor het arrondissement Hasselt van 1904 tot 1912 en van 1914 tot 1921.
Hij overleed in een ziekenhuis in Leuven aan de gevolgen van een auto-ongeluk.

## Publicatie
- Le cheval de trait, in: The Times, speciaal aan België gewijd nummer, 9 april 1920.